# Romain Rocchi
Romain Rocchi (Cavaillon, Francia, 2 de octubre de 1981) es un futbolista francés. Juega de centrocampista y su equipo actual es el AC Arles-Avignon de la Ligue 1 de Francia.

## Clubes
| Club                | País    | Año       |
| ------------------- | ------- | --------- |
| AS Cannes           | Francia | 2001-2002 |
| Paris Saint-Germain | Francia | 2002-2005 |
| SC Bastia (cedido)  | Francia | 2004-2005 |
| AC Ajaccio          | Francia | 2005-2008 |
| FC Metz             | Francia | 2008-2010 |
| Hapoel Tel Aviv     | Israel  | 2010-2011 |
| AC Arles-Avignon    | Francia | 2011-     |